# Västanfjärds nya kyrka

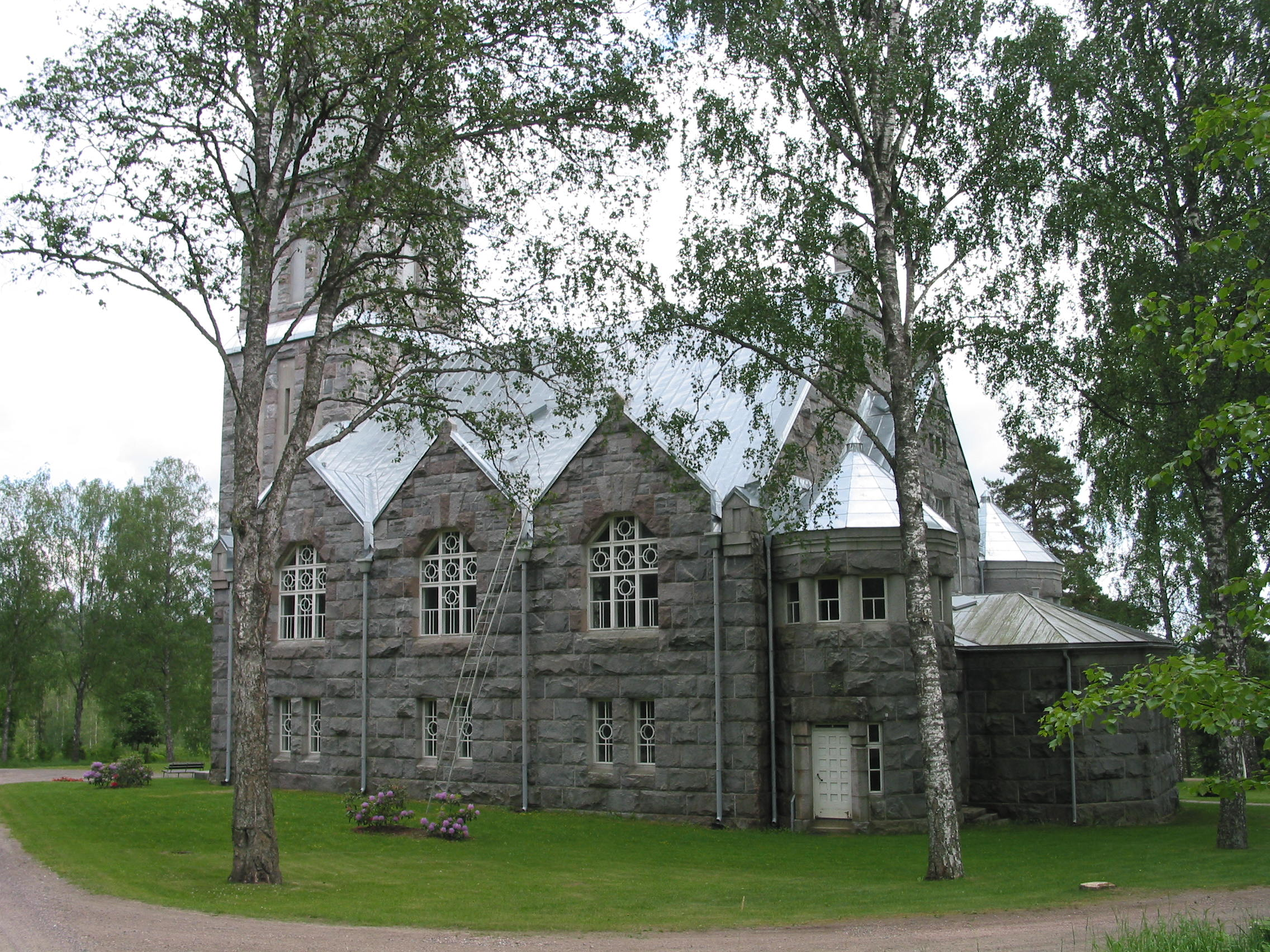
Västanfjärds nya kyrka på Kimitoön i Egentliga Finland.

Västanfjärds nya kyrka ligger i Västanfjärd på Kimitoön i Egentliga Finland. Den tillhör Kimitoöns församling inom Evangelisk-lutherska kyrkan i Finland.

## Historia
I början av 1900-talet ansågs Västanfjärds gamla kyrka från 1759 vara för liten. Man beslöt sig för att bygga en större kyrka. Byggnadsarbetena på Västanfjärds nya kyrka inleddes år 1910 och den kunde invigas i november 1912. 
Västanfjärd hörde till Kimito församling, men Västanfjärds kapellförsamling avskildes år 1904 till en egen församling med egen kyrkoherde, efter att ha varit kapell sedan 1600-talet och haft egen kaplan sedan 1779. Den gemensamma kaplanen hade haft sitt boställe i Sirnäs åren 1637–1695, men han betjänade alla kapellförsamlingarna.
I samband med en kommunfusion 2009 gick också församlingarna ihop, och Västanfjärd är åter en kapellförsamling under Kimitoöns församling.

## Kyrkobyggnaden
Kyrkan av råhuggen gråsten byggdes år 1910–1912 öster om den gamla kyrkan. Stilen är nationalromantik, och arkitekten var Helge Rancken.  
Kyrkans interiör är inte den ursprungliga, utan förändrades fullständigt 1956 under ledning av arkitekt Kaj Englund, Då revs sidoläktarna, väggarna täcktes med panel och koret byggdes om.  
En ny renovering av interiör avslutades med återinvigning 2008.

## Inventarier
- Altartavlan från år 1864 är målad av A. F. Ahlstedt.